# Riserva naturale Lago di Ganna
La riserva naturale Lago di Ganna è un'area naturale protetta situata nel comune di Valganna, in provincia di Varese. 
La riserva fa parte del Parco regionale Campo dei Fiori di cui include due delle zone umide, il Lago di Ganna e la Torbiera del Pralugano, ed i boschi igrofili e le praterie che circondano i due specchi d'acqua ed è stata istituita dalla regione Lombardia, nel 1984. 

## Habitat
Il Progetto LIFE natura 2004 ha distinto sei habitat differenti nel parco:
- Foreste alluvionali di Alnus glutinosa e Fraxinus excelsior;
- Paludi calcaree con Cladium mariscus e specie del Caricion devalianae;
- Acque oligomesotrofiche calcaree;
- Laghi eutrofici naturali con vegetazione del Magnopotamion o Hydrocharition;
- Praterie con Molinia su terreni calcarei, torbosi o argilloso-limosi;
- Depressioni su substrati torbosi del Rhynchosporion.